# Il villaggio dei dannati (film)
Il villaggio dei dannati (Village of the Damned) è un film del 1960 diretto da Wolf Rilla e interpretato da George Sanders, Barbara Shelley e Michael Gwynn, adattamento del romanzo di fantascienza del 1957 I figli dell'invasione (The Midwich Cuckoos) di John Wyndham.
Fu candidato al premio Hugo per la miglior rappresentazione drammatica nel 1961 e 1962.

## Trama
Nel piccolo villaggio inglese di Midwich si verifica un fenomeno inspiegabile: tutti gli abitanti e coloro che cercano di avvicinarsi varcandone i confini perdono improvvisamente i sensi, risvegliandosi dopo poche ore senza apparenti conseguenze. Trascorse alcune settimane le dodici donne del villaggio scoprono di essere incinte, incluse quelle prive di un compagno e persino le adolescenti ancora vergini, e per tutte la gravidanza ha avuto inizio il giorno del misterioso evento. I bambini nascono tutti a distanza di poche ore e crescendo presentano le stesse caratteristiche somatiche, dimostrando un forte senso di gruppo e una tendenza a nascondere i propri sentimenti, oltre a sviluppare rapidamente capacità intellettive straordinarie.
Nel frattempo le autorità civili e militari scoprono che episodi analoghi si sono verificati in Australia, Canada e Unione Sovietica, dove gli abitanti hanno reagito uccidendo i neonati. Supponendo che una serie di strani incidenti avvenuti a Midwich siano attribuibili ai misteriosi bambini decidono quindi di imprigionarli, ma il fisico Gordon Zellaby chiede di avere la possibilità di far loro da insegnante e monitorare così il loro comportamento. Nel giro di pochi mesi Zellaby scopre che il gruppo di bambini, che include suo figlio David, rappresenta una razza aliena con il potere di leggere il pensiero e influenzare la volontà altrui. In diverse circostanze inducono al suicidio coloro che li minacciano e le autorità locali informano lo scienziato che fatti analoghi sono successi in Russia, dove l'esercito ha raso al suolo il villaggio di Raminsk dopo che i bambini avevano indotto i soldati ad uccidersi tra loro.
Sentendosi minacciati, i bambini decidono di ricorrere all'aiuto di Zellaby nella speranza di trovare ospitalità presso famiglie sparse per il Paese. Lo scienziato finge di accettare ma, recatosi all'appuntamento nella scuola, porta con sé una bomba nascosta nella borsa e tenta di "schermare" la propria mente per non farla scoprire ai bambini. Quando questi capiscono che l'uomo nasconde qualcosa è troppo tardi: la bomba esplode distruggendo l'edificio e provocando la morte di Zellaby e dei bambini.

## Produzione
(Wolf Rilla, intervista del 1980 per la rivista Fangoria.)
I diritti cinematografici del romanzo di John Wyndham furono acquistati dalla Metro-Goldwyn-Mayer nel giugno 1957, prima della sua pubblicazione. La produzione fu affidata a Milo O. Frank Jr. e John Lupton fu annunciato come uno dei possibili protagonisti. A dicembre il titolo originale The Midwich Cuckoos venne cambiato in Village of the Damned e nel gennaio del 1958 il presidente della MGM Joseph R. Vogel annunciò che il film sarebbe stato realizzato quell'anno negli studi di Culver City. Come regista venne scelto Robert Stevens, noto soprattutto per la direzione di numerose serie televisive, mentre l'attore Russ Tamblyn fu annunciato come altra possibile star.
Lo sceneggiatore Stirling Silliphant fu incaricato di adattare il romanzo e per il ruolo principale fu assunto Ronald Colman, ma la MGM fu costretta ad accantonare il progetto a causa delle pressioni della Catholic Legion of Decency che si era opposta alla rappresentazione blasfema delle nascite avvenute da donne vergini.

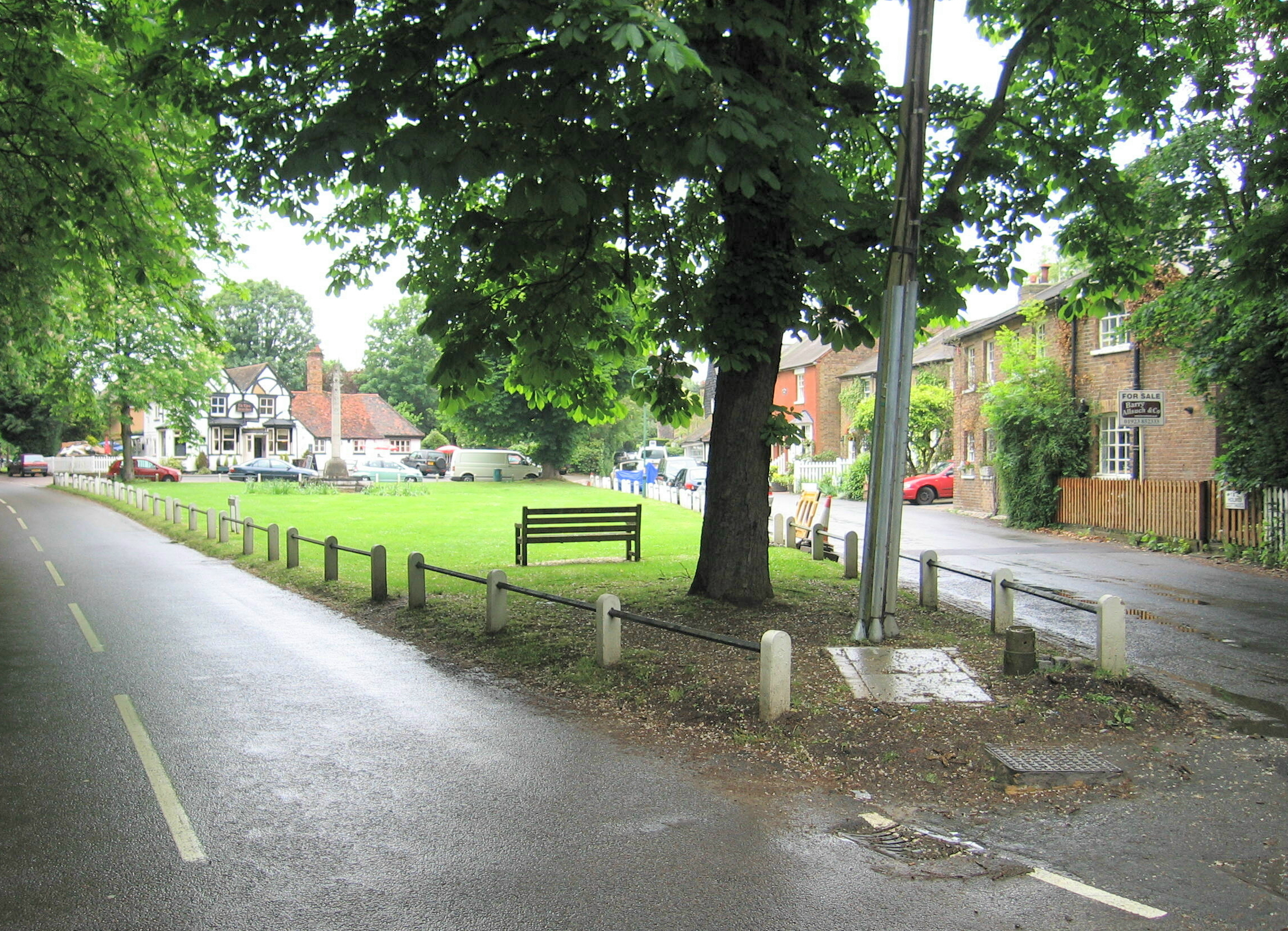
Il villaggio di Letchmore Heath vicino a Watford, principale location del film

Trascorsi alcuni mesi, la produzione fu infine trasferita nel Regno Unito e nel novembre del 1959 il ruolo principale passò a George Sanders, chiamato a sostituire Colman che nel maggio del 1958 era deceduto a causa di un enfisema polmonare. La regia fu invece assegnata a Wolf Rilla, al quale la MGM consegnò la sceneggiatura scritta da Silliphant. «Quando la lessi mi resi conto che c'era bisogno di molto lavoro per renderla realistica», ha dichiarato in seguito, «era stata scritta da un americano che non aveva molta conoscenza della vita nei villaggi inglesi, suonava semplicemente falsa». In pochi giorni il regista portò a termine una nuova sceneggiatura con l'aiuto del produttore Ronald Kinnoch (accreditato con lo pseudonimo George Barclay).

### Riprese
Il film fu girato con un budget di 82.000 sterline e un programma di lavorazione di sei settimane. Le riprese furono effettuate nella contea dell'Hertfordshire, soprattutto nel villaggio di Letchmore Heath e nei vicini studi della MGM a Borehamwood. Gli esterni del Midwich Manor furono girati a Elstree, presso la Haberdashers' Aske's Boys' School, mentre la chiesa di St John the Baptist di Aldenham divenne la Midwich Church.
In un'intervista del 1980 Wolf Rilla raccontò di come nacque l'idea della scena finale del film, in cui Zellaby tenta di "schermare" la propria mente per non far scoprire ai bambini radunati nella scuola la bomba che ha portato in una borsa:
(Wolf Rilla, intervista del 1980 per la rivista Fangoria.)

### Effetti speciali
L'effetto degli occhi dei bambini che brillano di bianco ogni volta che usano i loro poteri telepatici, l'unico effetto speciale del film, fu creato cambiando l'immagine stessa degli occhi da positiva a negativa. «Abbiamo scelto bambini con occhi molto scuri, non abbiamo usato le lenti a contatto», ha spiegato il regista, «a parte le parrucche c'era semplicemente un trucco ordinario. Niente di pesante perché li avrebbe resi irreali. All'epoca preferivo che il film fosse senza effetti speciali. L'effetto della loro influenza malvagia si manifestava attraverso l'intensità del loro aspetto malvagio».

## Distribuzione
Nel Regno Unito il film uscì il 16 giugno 1960 senza nessun impatto, come ha ricordato in seguito il regista: «I distributori erano così incerti che lo accantonarono per alcuni mesi. Alla MGM credevano di avere in mano qualcosa che non valeva nulla, avevano mostrato una copia nel circuito dei cinema britannici e nessuno lo aveva preso in considerazione». Il successivo 14 novembre fu di nuovo messo in circolazione e stavolta il risultato fu decisamente diverso: «Rimase ad ammuffire per un po' di tempo e riemerse solo per caso. A uno dei cinema britannici di proprietà della MGM a Londra capitò di avere un buco nella programmazione, così proiettarono Il villaggio dei dannati. Quella stessa sera il passaparola si diffuse in tutte le sale cinematografiche. Il successo del film fu una rivelazione assoluta per tutti noi».
Negli Stati Uniti subì una sorte analoga e dopo una distribuzione limitata a partire dal 25 ottobre 1960, il film fu rimesso in circolazione il 7 dicembre.

### Data di uscita
- 16 giugno 1960 nel Regno Unito (Village of the Damned)
- 21 settembre in Sudafrica (Village of the Damned)
- 25 ottobre negli Stati Uniti (Village of the Damned)
- 3 gennaio 1961 in Canada (Village of the Damned)
- 3 febbraio in Germania Ovest (Das Dorf der Verdammten)
- 8 febbraio in Francia (Le Village des damnés)
- 9 febbraio in Messico (El pueblo de los malditos)

- 9 giugno in Belgio (Het dorp der vervloekten)
- 15 giugno in Australia (Village of the Damned)
- 13 luglio in Italia (Il villaggio dei dannati)
- 21 luglio in Finlandia (Kirottu kylä)
- 13 novembre in Danimarca (Rædslen fra himmelrummet)
- 19 marzo 1962 in Svezia (De fördömdas by)

### Divieti
Per ottenere dal British Board of Film Classification una classificazione "A" (visione consentita ai minori di 12 anni accompagnati), nel Regno Unito il film uscì in una versione priva degli effetti ottici che rendevano luminosi gli occhi dei bambini.

### Edizioni home video
Il film è stato distribuito in DVD il 10 agosto 2004 dalla Warner Home Video, in un'edizione che includeva anche il sequel La stirpe dei dannati e il commento di Steve Haberman, autore del saggio Chronicles of Terror: Silent Screams. Il 31 luglio 2018 è uscito in versione Blu-ray.

## Accoglienza

### Incassi
Nel Regno Unito e negli Stati Uniti il film incassò complessivamente 1,5 milioni di dollari.

### Critica
Il sito Rotten Tomatoes riporta il 92% di recensioni professionali con giudizio positivo e il seguente consenso critico: «Performance agghiaccianti e un'atmosfera calma e soprannaturale rendono questo horror britannico una parabola snervante della sua epoca e un classico senza tempo». Il sito Metacritic assegna al film un punteggio di 77 su 100 basato su 7 recensioni, indicando un giudizio "generalmente favorevole".
Alla sua uscita nel Regno Unito il film ottenne soprattutto recensioni positive. The Guardian trovò la storia «molto ingegnosa... raccontata da Wolf Rilla con il giusto tocco laconico», mentre secondo The Daily Telegraph il suo punto debole era «l'incapacità di creare un'atmosfera di paura... la fantasia sembra sempre più credibile della realtà, con il risultato che siamo più divertiti che spaventati». Su The Observer la critica C.A. Lejeune lo giudicò «scritto e gestito con una notevole quantità di delicatezza», aggiungendo che il regista aveva «schierato il suo giovane cast con abilità esemplare, e dubito che George Sanders si sia mai lasciato andare così in profondità in un ruolo». Dilys Powell sul Sunday Times apprezzò «il tempismo efficace, la spaventosa realtà del contesto del villaggio, la maggior parte delle recitazioni e in particolare quella dei bellissimi bambini dai capelli biondi», così come David Robinson che su The Times scrisse: «Non ci sono concessioni ai cuori gentili e alle convenzioni cinematografiche: nessuna prova catartica per un lieto fine. I personaggi vengono brutalmente uccisi con un felice disprezzo per il grado di simpatia che ispirano, come raramente abbiamo visto dagli orrori di Tod Browning negli anni Trenta».
Anche negli Stati Uniti le recensioni furono positive, con alcune eccezioni. Il periodico Variety scrisse infatti che «se ci fosse stato qualche accenno al motivo per cui questa straordinaria faccenda si è verificata, il film sarebbe stato leggermente più plausibile. Così com'è, si assottiglia da un inizio teso fino ad un melodramma pesante. La direzione di Wolf Rilla è adeguata, ma non di più». Su Saturday Review il critico Hollis Alpert lo definì «un piccolo film avvincente», mentre il settimanale Time lo giudicò «uno dei più accurati piccoli film horror prodotti da quando Peter Lorre ha iniziato a rigare dritto» e criticò la scelta della MGM di farlo uscire senza un'adeguata promozione: «Ritenendo forse che da un film con una sola star di minore importanza (George Sanders) non possa venir fuori nulla di buono, la MGM si è affrettata a spingere Il villaggio dei dannati nei circuiti di quartiere senza nemmeno preoccuparsi di lanciarlo a Broadway. Una buona scommessa sprecata».
In Italia il quotidiano La Stampa scrisse che il film «ha un'acuminata forza d'incubo che riempie lo spettatore di pensieri molesti sul futuro... un film di fantascienza che fa perfettamente centro in quelle particolari forme di sgomento che il genere richiede».

## Sequel e remake
Nel 1964 fu distribuito La stirpe dei dannati, sequel diretto da Anton Leader e interpretato da Ian Hendry e Alan Badel. Il leader dei bambini fu interpretato da Clive Powell. Il remake dell'originale, intitolato Villaggio dei dannati e ambientato negli Stati Uniti, fu invece diretto nel 1995 da John Carpenter e vide Christopher Reeve e Kirstie Alley come interpreti principali. L'anno precedente era inoltre uscito il film Kawao tee Bangpleng, che pur essendo tratto dal romanzo Kāwao thī Bāng Phlēng del politico e scrittore tailandese Kukrit Pramoj presentava molte analogie con la storia narrata da John Wyndham.